# Aplonis tabuensis
Aplonis tabuensis е вид птица от семейство Скорецови (Sturnidae).

## Разпространение
Видът е разпространен в Американска Самоа, Ниуе, Самоа, Соломоновите острови, Тонга, Уолис и Футуна и Фиджи.